# Edo Ophof
Edo Ophof (Rhenen, 21 maggio 1959) è un dirigente sportivo, allenatore di calcio ed ex calciatore olandese, di ruolo difensore.

## Palmarès

### Giocatore

#### Competizioni nazionali
- Campionato olandese: 3

Ajax: 1981-1982, 1982-1983, 1984-1985
- Coppa dei Paesi Bassi: 3

Ajax: 1982-1983, 1985-1986, 1986-1987

#### Competizioni internazionali
- Coppa delle Coppe: 1

Ajax: 1986-1987